# 斜唇鯔
斜唇鯔為輻鰭魚綱鯔形目鯔科的其中一種，分布於太平洋區，包括日本、關島、斐濟、吉里巴斯、薩摩亞群島、馬紹爾群島、馬里亞納群島、密克羅尼西亞、夏威夷群島、法屬波里尼西亞等海域，棲息深度可達4公尺，體長可達46公分，棲息在沿海沙石底質海域、潮池，成群活動，以藻類、甲殼類等為食，可做為觀賞魚。

## 擴展閱讀
維基物種上的相關：斜唇鯔